# Gholamhossein Mohseni-Esche'i

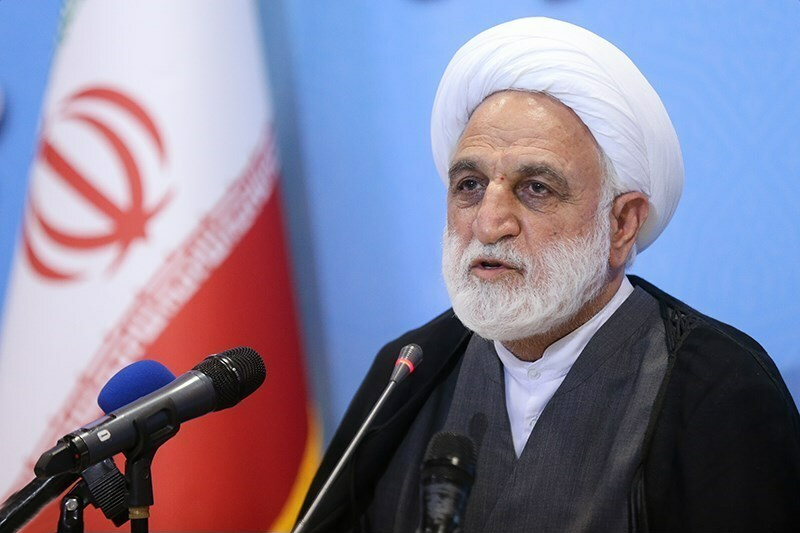
Gholamhossein Mohseni-Esche'i bei 2021

Gholamhossein Mohseni-Esche'i (auch Ezhei und Ejei, persisch غلامحسین محسنی اژه ای Gholamhossein Mohseni-Esche'i, DMG Ġolām-Ḥosein Moḥsenī Eže’ī [ɢoˌlɔːmhoˈseɪ̯n mohseˈniː eʒɛˈiː]; * 1956 in Eschiye) ist ein iranischer Geistlicher mit dem Titel Hodschatoleslam und seit Juli 2021 der Oberste Richter des Landes.

## Politik
Vor seiner Berufung zum Minister für den Geheimdienst war Gholamhossein Mohseni-Esche'i Vorsitzender des Sondergerichts der Geistlichkeit im Iran.
Mohseni-Esche'i war Mitglied des 1. Kabinetts von Irans Präsident Mahmud Ahmadineschad bis zum 25. Juli 2009. Als Ultrakonservativer besetzte Ahmadineschad mit Manutschehr Mottaki und Mostafa Pour-Mohammadi Schlüsselpositionen mit seinen Vertrauten im Kabinett. Im Zusammenhang mit den Protesten nach den iranischen Präsidentschaftswahlen 2009 sprach Mohseni-Esche'i von Anschlägen, die in zwei Stufen durch Verhaftungen vereitelt wurden.
Vom neuen Justizchef Sadegh Laridschani wurde Mohseni-Esche'i am 24. August 2009 zum Generalstaatsanwalt ernannt und löste damit Ghorbanali Dorri-Nadschafabadi ab.

## Beteiligung an Todesurteilen
Aufgrund der fehlenden Gewaltenteilung beugen sich häufig Richter, insbesondere der Revolutionsgerichte dem Verlangen des Geheimdienstministeriums nach harter Bestrafung insbesondere bei Angehörigen von Minderheiten. So wurde aufgrund eines 7-minütigen Prozesses vor der Abteilung 30 des Teheraner Revolutionsgerichts der kurdische Grundschullehrer Farzad Kamangar im Sommer 2008 auf Verlangen von Gholam-Hossein Mohseni-Esche'i ohne Rechtsbeistand zum Tode verurteilt und 2010 im Evin-Gefängnis in Teheran hingerichtet.
Gholamhossein Mohseni-Esche'i steht seit 2011 auf der Sanktionsliste des Europäischen Rates mit Personen, die nicht nach Europa reisen dürfen, deren Privatvermögen in Europa eingefroren ist und denen verboten ist, europäische Fluglinien zu nutzen. Begründet wird diese Eintragung mit der Verantwortlichkeit von Mohseni-Esche'i für „Folter und Erpressung falscher Geständnisse unter Druck von Hunderten von Aktivisten, Journalisten, Dissidenten und Reformpolitikern sowie seine Verantwortlichkeit für unerträgliche Verhöre, bei denen es zu Folter, Misshandlung, Erpressung und Bedrohung von Familienangehörigen kam,“ bei denen die Betroffenen „zu falschen Geständnissen gezwungen wurden“.
Am 7. August 2016 bestätigte Gholamhossein Mohseni-Esche'i die Hinrichtung des Atomphysikers Schahram Amiris aufgrund einer vorhergehenden Verurteilung wegen Spionage.